# Raise Your Fist and Yell
Albums de Alice Cooper
Constrictor
(1986) Trash
(1989)
Raise Your Fist and Yell est le 17e album studio d'Alice Cooper et le 10e en solo. L'album comporte le titre Prince of Darkness qui figure très brièvement dans le film de John Carpenter Prince des ténèbres (Prince of Darkness), Alice Cooper y joue le rôle d'un meurtrier. On peut entendre la chanson sur le baladeur de l'une de ses victimes.
L'album continue sur la vogue slasher créée par Cooper sur son disque précèdent Constrictor en 1986. Freddy Krueger de la série de films A Nightmare on Elm Street incarné par Robert Englund, fait une apparition sur le titre Lock Me Up.
L'album a été provisoirement titré Summer Blood. La pochette de Raise Your Fist and Yell a été peint par l'artiste Jim Warren.

## Liste des titres
Toutes les chansons ont été écrites par Alice Cooper et Kane Roberts sauf Gail écrite par Cooper, Roberts et Kip Winger.
| A1. | Freedom               | 4:09 |
| A2. | Lock Me Up            | 3:23 |
| A3. | Give the Radio Back   | 3:35 |
| A4. | Step On You           | 3:38 |
| A5. | Not That Kind of Love | 3:16 |

| B1. | Prince of Darkness  | 5:05 |
| B2. | Time to Kill        | 3:43 |
| B3. | Chop, Chop, Chop    | 3:10 |
| B4. | Gail                | 2:29 |
| B5. | Roses on White Lace | 4:27 |

## Composition du groupe
- Alice Cooper – chants
- Kane Roberts – guitare
- Kip Winger – basse, chœurs, claviers sur Gail.
- Paul Horowitz – claviers
- Ken Mary – batterie

## Live in the Flesh
- Kane Roberts – guitare
- Arthur Funaro – guitare
- Steve Steele – basse
- Ken Mary – batterie

## Production
- Produit, enregistré et mixé par Michael Wagener.
- Ingénieur du son – Garth Richardson
- Mastering – Stephen Marcussen
- Artwork par
  - Album Cover Concept And Design – David Hale
  - Alice Skull – Airic Brumitt
  - Quatrième de couverture – Kevin L. Spinney
  - Illustration de la couverture – Jim Warren

## Charts
| Pays        | Chart             | Meilleure position | Réf   |
| ----------- | ----------------- | ------------------ | ----- |
| États-Unis  | Billboard 200     | 73                 | [ 4 ] |
| Royaume-Uni | UK Albums Chart   | 48                 | [ 5 ] |
| Suède       | Sverigetopplistan | 15                 | [ 6 ] |